# 卡阿拉娛樂俱樂部
卡阿拉娛樂俱樂部（Clube Recreativo da Caála）是一支位於安哥拉萬博卡阿拉的職業足球會，目前於安哥拉足球甲級聯賽角逐。
卡阿拉娛樂俱樂部1944年6月24日開始在安哥拉足球甲級聯賽參賽。

## 外部連結
- Girabola.com profile （页面存档备份，存于）
- Zerozero.pt profile （页面存档备份，存于）
- Facebook profile （页面存档备份，存于）
- Blog （页面存档备份，存于）